# Кубок Естонії з футболу 1999—2000
Кубок Естонії з футболу 1999–2000 — 10-й розіграш кубкового футбольного турніру в Естонії. Титул вдруге поспіль здобула Левадія (Маарду).

## 1/4 фіналу
| Команда 1             | Заг. | Команда 2                | 1-й матч | 2-й матч |
| --------------------- | ---- | ------------------------ | -------- | -------- |
| Штроммі (Таллінн) (3) | 0:15 | Левадія (Маарду)         | 0:6      | 0:9      |
| Флора                 | 6:0  | Валга (2)                | 2:0      | 4:0      |
| Тулевик (Вільянді)    | 3:2  | Лоотус (Кохтла-Ярве) (2) | 2:1      | 1:1      |
| Тервіс (Пярну)        | 1:9  | ТВМК                     | 0:7      | 1:2      |

## 1/2 фіналу
| Команда 1          | Заг. | Команда 2        | 1-й матч | 2-й матч |
| ------------------ | ---- | ---------------- | -------- | -------- |
| ТВМК               | 1:6  | Левадія (Маарду) | 1:3      | 0:3      |
| Тулевик (Вільянді) | 2:1  | Флора            | 2:0      | 0:1      |

## Фінал
| 28 травня 2000 |

| Левадія (Маарду)       | 2:0      | Тулевик (Вільянді) |
| ---------------------- | -------- | ------------------ |
| Олуметс 65' Леетма 76' | Протокол |                    |

| Раннастадіон, Пярну Глядачів: 1 000 Арбітр: Стен Калдма |